# Soubise
Soubise ist eine französische Gemeinde mit 3935 Einwohnern (Stand 1. Januar 2022) im Département Charente-Maritime in der Region Nouvelle-Aquitaine; sie gehört zum Arrondissement Rochefort und zum Kanton Tonnay-Charente. Die Gemeinde ist Mitglied im Gemeindeverband Communauté de communes du Sud Charente.

## Geographie
Der Ort liegt am Südufer der Mündung der Charente zwischen Rochefort und dem Atlantik.

## Geschichte
Soubise war früher eine bedeutende Durchgangsstation als Übergang über die Charente. Im September 1346 wurde der Ort von Henry of Grosmont erobert. 1667 wurde die Seigneurie Soubise für das Haus Rohan zum Fürstentum (siehe Fürst von Soubise) erhoben.
| Bevölkerungsentwicklung | Bevölkerungsentwicklung | Bevölkerungsentwicklung | Bevölkerungsentwicklung | Bevölkerungsentwicklung | Bevölkerungsentwicklung | Bevölkerungsentwicklung | Bevölkerungsentwicklung | Bevölkerungsentwicklung |
| ----------------------- | ----------------------- | ----------------------- | ----------------------- | ----------------------- | ----------------------- | ----------------------- | ----------------------- | ----------------------- |
| Jahr                    | 1962                    | 1968                    | 1975                    | 1982                    | 1990                    | 1999                    | 2008                    | 2018                    |
| Einwohner               | 706                     | 730                     | 842                     | 1422                    | 1220                    | 1220                    | 3032                    | 3024                    |

## Sehenswürdigkeiten
- Das Hôtel de Rohan oder Hospice de Soubise stammt aus dem 17. Jahrhundert und dient heute als Hôtel de ville (Rathaus)
- Romanische Kirche Saint-Pierre

Siehe auch: Liste der Monuments historiques in Soubise

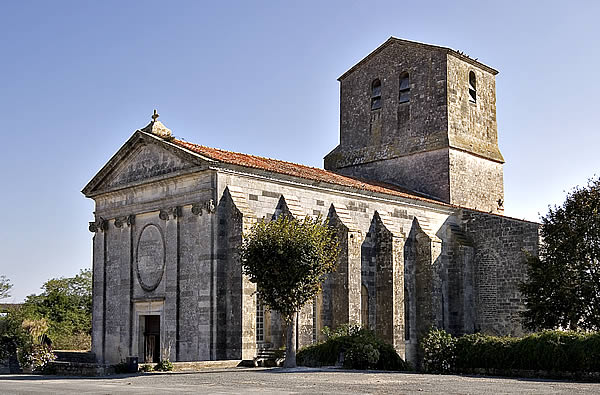
Kirche Saint-Pierre
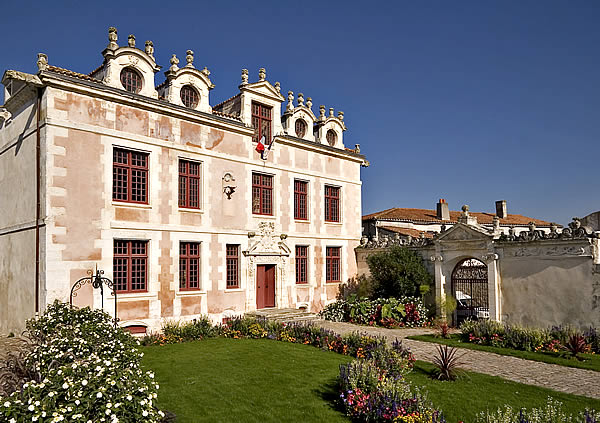
Hôtel de Rohan, heute Rathaus